# Bistum Hinche
Das Bistum Hinche (lat.: Dioecesis Hinchensis) ist eine in Haiti gelegene römisch-katholische Diözese mit Sitz in Hinche.

## Geschichte
Das Bistum Hinche wurde am 20. April 1972 durch Papst Paul VI. aus Gebietsabtretungen der Bistümer Les Gonaïves und Cap-Haïtien errichtet, dem es als Suffraganbistum unterstellt wurde. Am 31. Januar 1991 verlor es einen Teil seines Territoriums an das Bistum Fort-Liberté.

## Bischöfe von Hinche
- Jean-Baptiste Décoste (20. April 1972 – 20. Mai 1980, gestorben)
- Léonard Pétion Laroche (22. Mai 1982 – 30. Juni 1998, emeritiert)
- Louis Kébreau SDB (30. Juni 1998 – 1. März 2008, dann Erzbischof von Cap-Haïtien)
- Simon-Pierre Saint-Hillien CSC, 6. August 2009 – 22. Juli 2015
- Désinord Jean, seit 4. April 2016